# Veliki Gaj
Veliki Gaj (izvirno srbsko Велики Гај; madžarsko Nagygáj) je naselje v Srbiji, ki upravno spada pod Občino Plandište; slednja pa je del Južnobanatskega upravnega okraja.

## Demografija
V naselju živi 645 polnoletnih prebivalcev, pri čemer je njihova povprečna starost 44,0 let (41,3 pri moških in 46,7 pri ženskah). Naselje ima 302 gospodinjstev, pri čemer je povprečno število članov na gospodinjstvo 2,62.
To naselje je, glede na rezultate popisa iz leta 2002, v glavnem srbsko.
|  |

| Demografija | Demografija     | Demografija     |
| Leto        | Št. prebivalcev | Št. prebivalcev |
| ----------- | --------------- | --------------- |
|             |                 |                 |
|             |                 |                 |
|             |                 |                 |
| 1931        | 3213            |                 |
| 1948        | 1688            |                 |
| 1953        | 1546            |                 |
| 1961        | 1532            |                 |
| 1971        | 1308            |                 |
| 1981        | 1039            |                 |
| 1991        | 898             | 863             |
| 2002        | 866             | 790             |
|             |                 |                 |

| Etnična sestava po popisu iz leta 2002 | Etnična sestava po popisu iz leta 2002 | Etnična sestava po popisu iz leta 2002 | Etnična sestava po popisu iz leta 2002 | Etnična sestava po popisu iz leta 2002 |
| -------------------------------------- | -------------------------------------- | -------------------------------------- | -------------------------------------- | -------------------------------------- |
| Srbi                                   | Srbi                                   |                                        | 670                                    | 84,81%                                 |
| Romi                                   | Romi                                   |                                        | 72                                     | 9,11%                                  |
| Madžari                                | Madžari                                |                                        | 15                                     | 1,89%                                  |
| Makedonci                              | Makedonci                              |                                        | 7                                      | 0,88%                                  |
| Romuni                                 | Romuni                                 |                                        | 3                                      | 0,37%                                  |
| Slovenci                               | Slovenci                               |                                        | 2                                      | 0,25%                                  |
| Muslimani                              | Muslimani                              |                                        | 2                                      | 0,25%                                  |
| Slovaki                                | Slovaki                                |                                        | 1                                      | 0,12%                                  |
| Jugoslovani                            | Jugoslovani                            |                                        | 1                                      | 0,12%                                  |
| Neznano                                | Neznano                                |                                        | 2                                      | 0,25%                                  |